# Devil's Golf Course

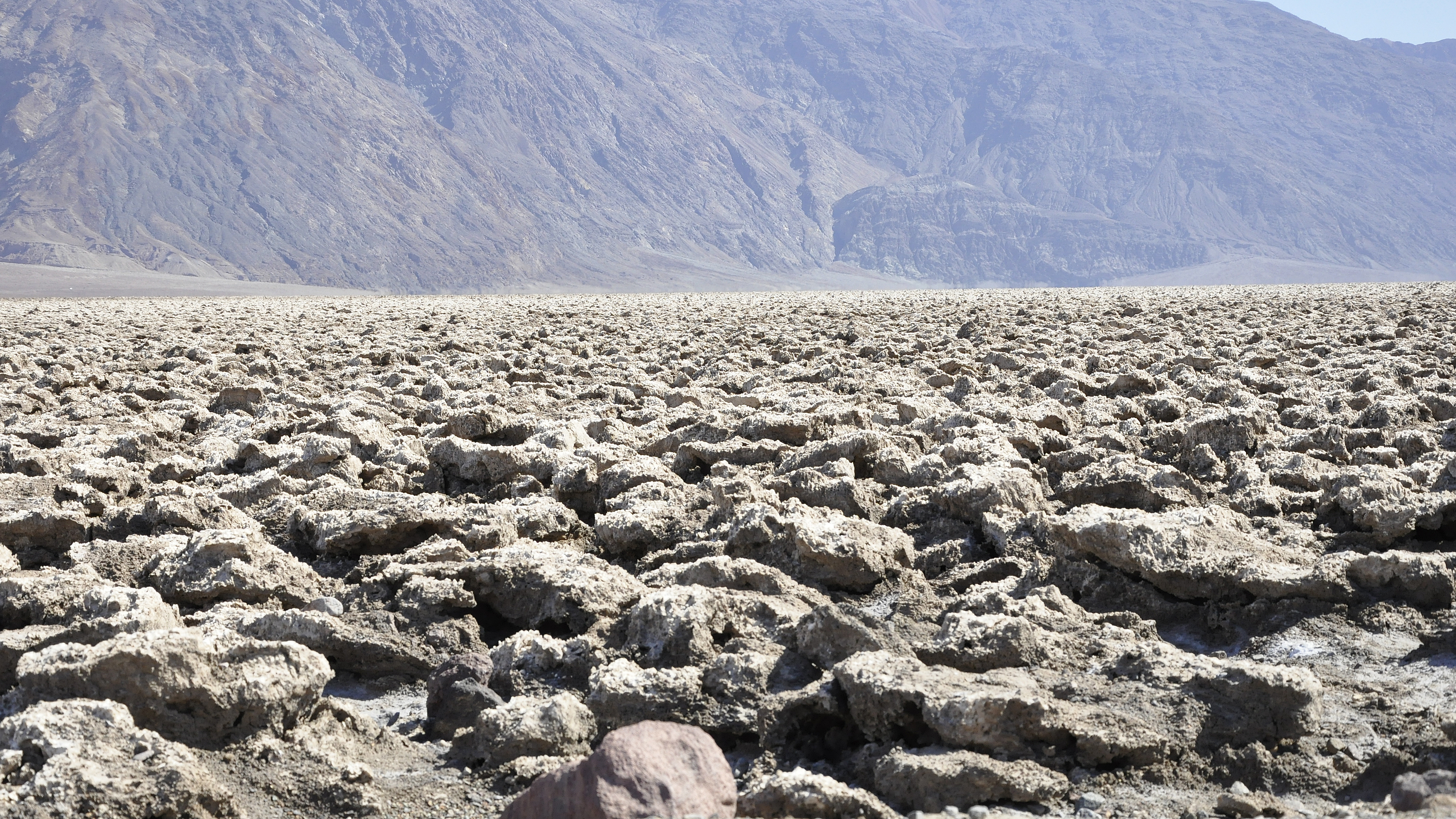
Devil's Golf Course

Devil's Golf Course (Nederlands: golfterrein van de duivel) is een vlakte in Death Valley bedekt met een dikke laag haliet. De vlakte is geërodeerd door wind en water. De benaming van deze plek, een paar kilometer ten noorden van Badwater, komt uit een gids over Death Valley uit 1934 waarin de plaats werd beschreven als een terrein waar alleen de duivel golf kan spelen.
De zoutlaag is afgezet door meren, waaronder het verdwenen Lake Manly dat 130 km lang was en op sommige plaatsen 180 m diep. De oorspronkelijke diepte van het meer op de plek waar Devil's Golf Course zich bevindt was ongeveer 9 meter.